# Reichstag (épület)

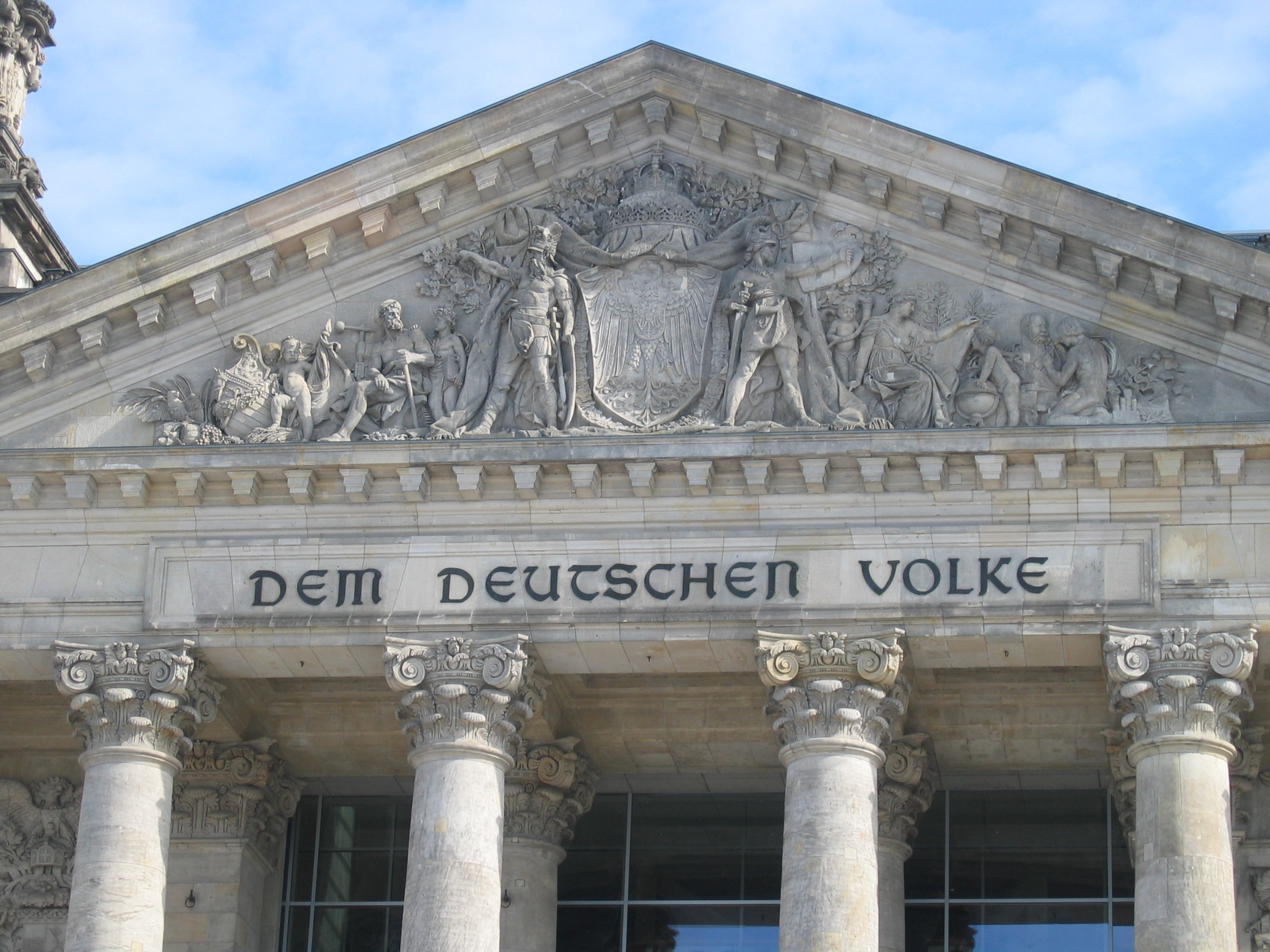
Dem Deutschen Volke, azaz a német népnek

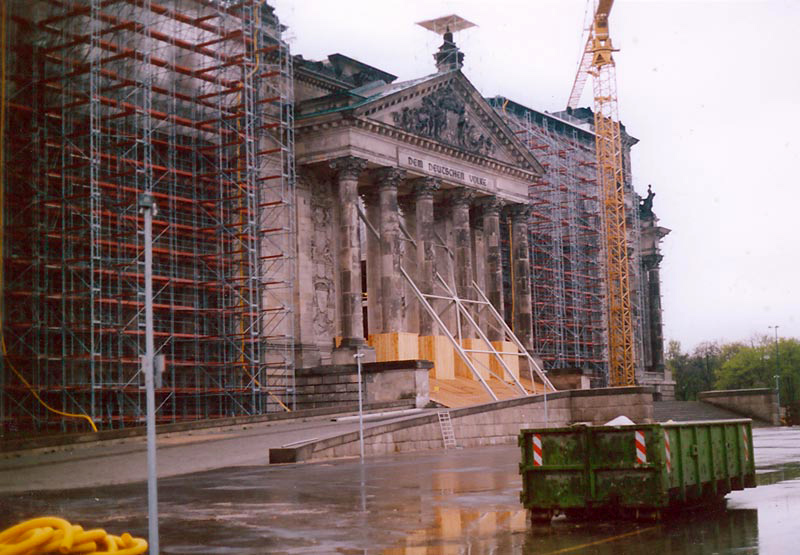
Reichstag 1995

A Reichstag a Németország szövetségi parlamentjének otthont adó épület Berlinben. 1894-ben nyitották meg, és egészen az 1933-as tűzvészig a Német Birodalom parlamentjeként működött. 1999 óta újra a német törvényhozás otthona, miután a világhírű építész, Norman Foster tervei alapján újjáépítették. Küldetését a homlokzatán felirat hirdeti: „Dem Deutschen Volke”, azaz: „a német népnek”.
A mai német parlamentet Bundestag néven ismerjük, így határolva el elődjétől, a Reichstagtól, amely korábban nem csak az épületnek, hanem a benne ülésező törvényhozó testületnek is a neve volt. A mai terminológiában a „Reichstag” jelenti magát az épületet, a „Bundestag” pedig Németország törvényhozó testületét.

## Története

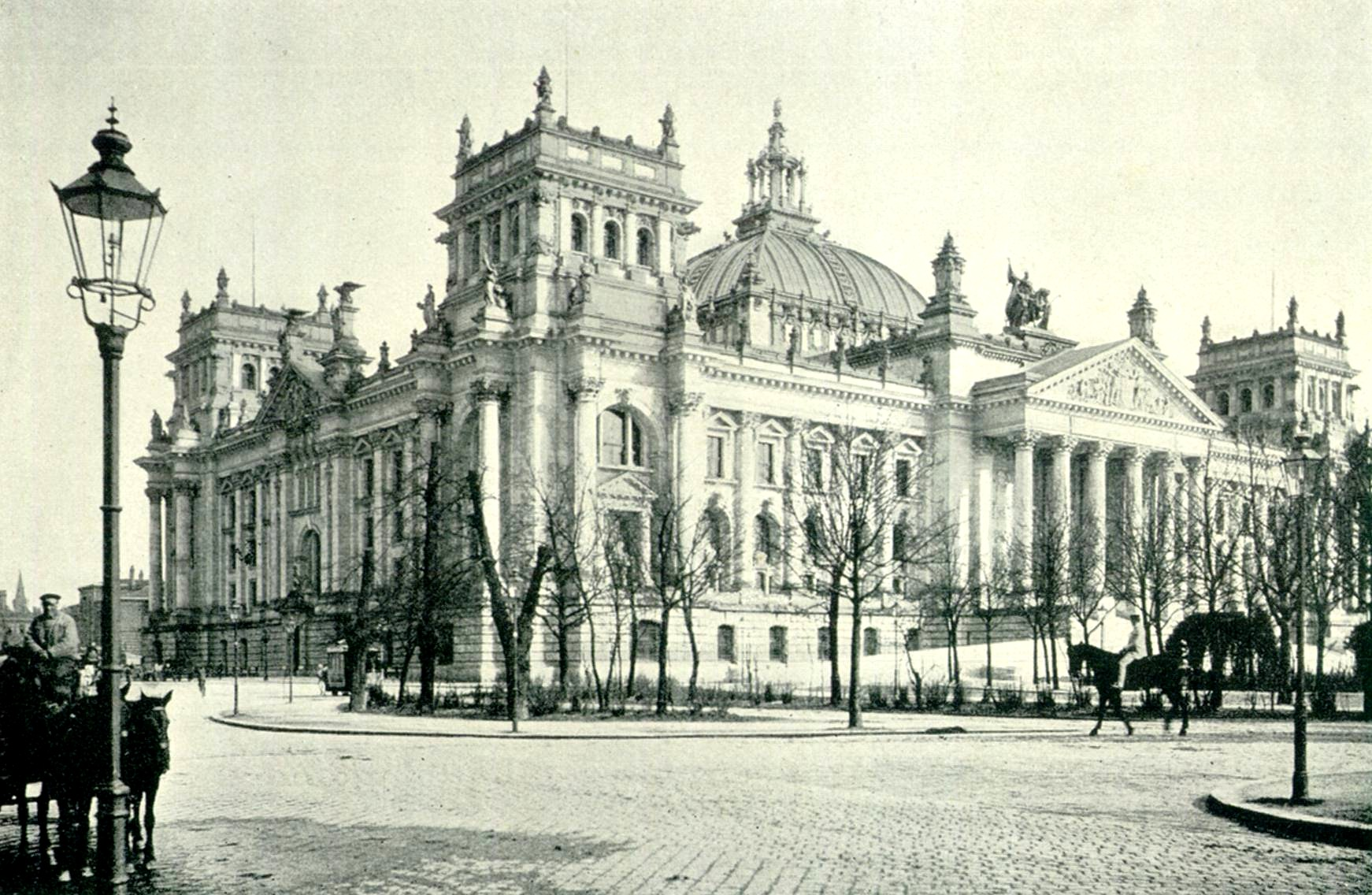
A Reichstag a XIX. század végén

A Reichstag építését megelőzően a törvényhozás több más épületben ülésezett, amelyek azonban szűkösnek bizonyultak. Pályázatot hirdettek egy új épület tervezésére, de a megvalósítás pénzügyi okokból egyelőre még váratott magára.
1882-ben újabb tervpályázatot hirdettek, amelynek győztesét, a frankfurti Paul Wallot építészt meg is bízták a Reichstag felépítésével. 1884. június 9-én I. Vilmos császár letette az alapkövet, de már nem élhette meg az építkezés 1894-es befejezését.
Az első világháború befejeztével a császár, II. Vilmos lemondott trónjáról, és az 1918-as forradalmi hangulatban Philipp Scheidemann a Reichstag erkélyéről kiáltotta ki a Weimari köztársaságot. A köztársaság idején az épület továbbra is a német törvényhozás otthonául szolgált.

### A nemzetiszocialista Német Birodalom idején
Egy hónappal Adolf Hitler hatalomátvétele után, 1933. február 27-én a Reichstag máig sem teljesen tisztázott körülmények között leégett. (Ekkor született az „Ég, mint a Reichstag” német mondás.) A gyújtogatással a náci vezetés a kommunistákat vádolta. Erre hivatkozva vonták vissza a weimari alkotmányban lefektetett szabadságjogok nagy részét, és építették ki a totális diktatúrát Németországban.
A közhiedelemmel ellentétben a nemzetiszocializmus idején a Reichstag nem volt a törvényhozás színtere. A csupán pár alkalommal összeülő birodalmi gyűlés a szemközti Kroll Operaházban ülésezett, hiszen a felhatalmazási törvény elfogadása után a tényleges hatalmat már az NSDAP gyakorolta. Magát az épületet a tűzvész után rendbe sem hozták, a háború alatt légvédelmi ütegeket helyeztek el benne. Ennek, és szimbolikus jelentőségének köszönhetően a Reichstag a szövetséges légicsapások kedvenc célpontjává vált.

### A hidegháború sodrában
Németország kettéosztása után a Reichstag épülete ugyan Nyugat-Berlinbe került, de csupán pár méterre Kelet-Berlin határától, melyet 1961-ben le is zártak a berlini fallal.
A háború után az épület romokban hevert, ráadásul még szükség sem volt rá, lévén az NSZK törvényhozása az ideiglenes fővárosba, Bonnba költözött. 1956-ban született döntés arról, hogy az épületet felújítják. 1961 és 1964 között Paul Baumgarten tervei alapján részben helyreállították az épületet, melyben kiállításokat és társadalmi eseményeket rendeztek.

### Az újraegyesítés óta
Történelmi pillanat: az újraegyesítési ünnepséget 1990. október 3-án a Reichstag épületében tartották, tűzijáték kíséretében. Szimbolikus jelentőségű volt, hogy az egyesült Németország törvényhozása újból a Reichstagba költözzön, ami 1991-re meg is történt.
Újabb felújítás kezdődött Norman Foster vezetésével: szinte az utolsó tégláig kicserélték az épületet, a Bundestag 1999-ben vehette birtokba a megújult Reichstagot. Új, üvegből készült kupolája Berlin egyik első számú látványosságává vált, a benne elhelyezett kilátóból felejthetetlen látványt nyújt a német főváros, mi több, még a Bundestag ülésterme is belátható. 1995-ben Christo és Jeanne-Claude becsomagolták a német parlamentet egy művészeti projekt keretében.

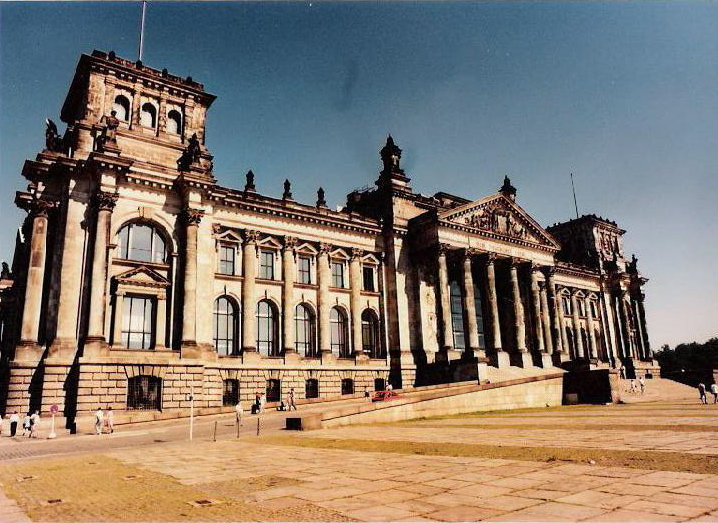
Az új Reichstag

## A Reichstag házelnökeinek listája (1871–1918)
| A Reichstag házelnökeinek listája (1871–1918) | A Reichstag házelnökeinek listája (1871–1918) | A Reichstag házelnökeinek listája (1871–1918) | A Reichstag házelnökeinek listája (1871–1918) |
| Szám                                          | Név                                           | Megbízatás kezdete                            | Megbízatás vége                               |
| --------------------------------------------- | --------------------------------------------- | --------------------------------------------- | --------------------------------------------- |
| 1                                             | Eduard Simson                                 | 1871                                          | 1874                                          |
| 2                                             | Maximilian Franz August von Forckenbeck       | 1874                                          | 1879                                          |
| 3                                             | Otto Theodor von Seydewitz                    | 1879                                          | 1880                                          |
| 4                                             | Adolf Graf von Arnim-Boitzenburg              | 1880                                          | 1881                                          |
| 5                                             | Gustav Konrad Heinrich von Goßler             | 1881                                          | 1881                                          |
| 6                                             | Albert Erdmann Karl Gerhard von Levetzow      | 1881                                          | 1884                                          |
| 7                                             | Wilhelm von Wedell-Piesdorf                   | 1884                                          | 1888                                          |
| 8                                             | Albert Erdmann Karl Gerhard von Levetzow      | 1888                                          | 1895                                          |
| 9                                             | Rudolf Freiherr von Buol-Berenberg            | 1895                                          | 1898                                          |
| 10                                            | Franz Graf von Ballestrem                     | 1898                                          | 1907                                          |
| 11                                            | Udo Graf zu Stolberg-Wernigerode              | 1907                                          | 1910                                          |
| 12                                            | Hans Graf von Schwerin-Löwitz                 | 1910                                          | 1912                                          |
| 13                                            | Johannes Kaempf                               | 1912                                          | 1918                                          |
| 14                                            | Konstantin Fehrenbach                         | 1918                                          | 1918                                          |

## Képek

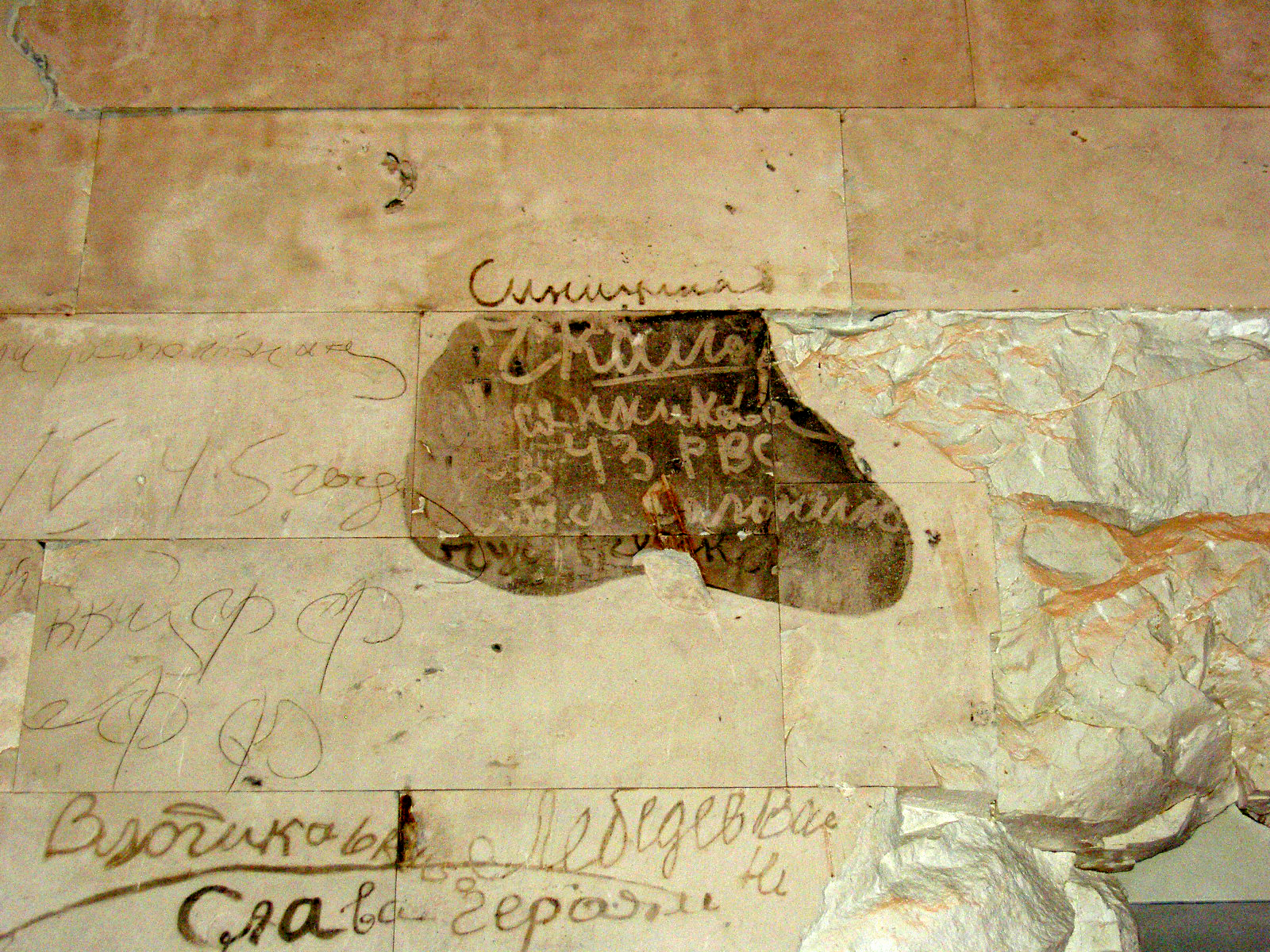
A szovjet katonák rajzai
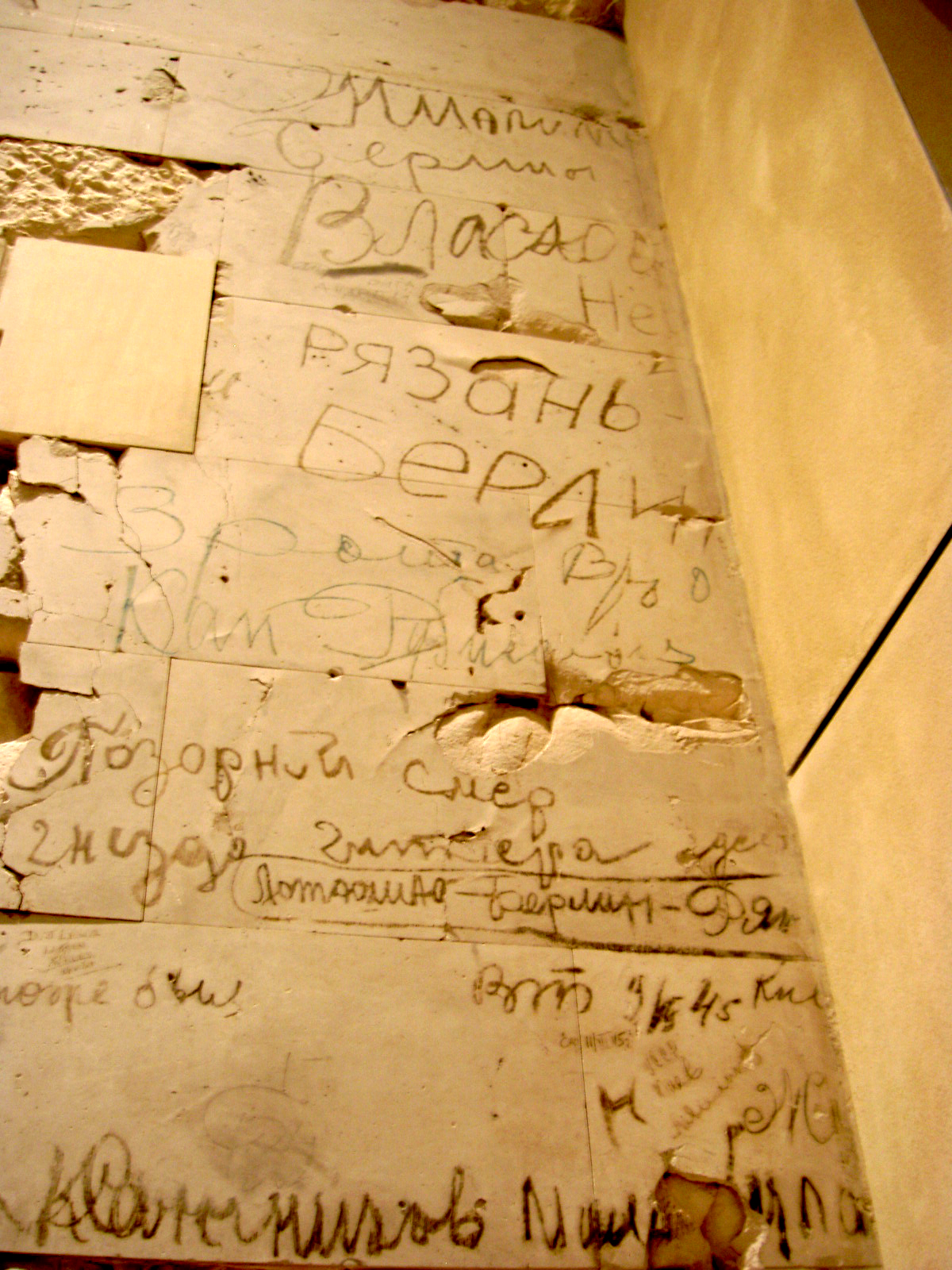
A szovjet katonák rajzai
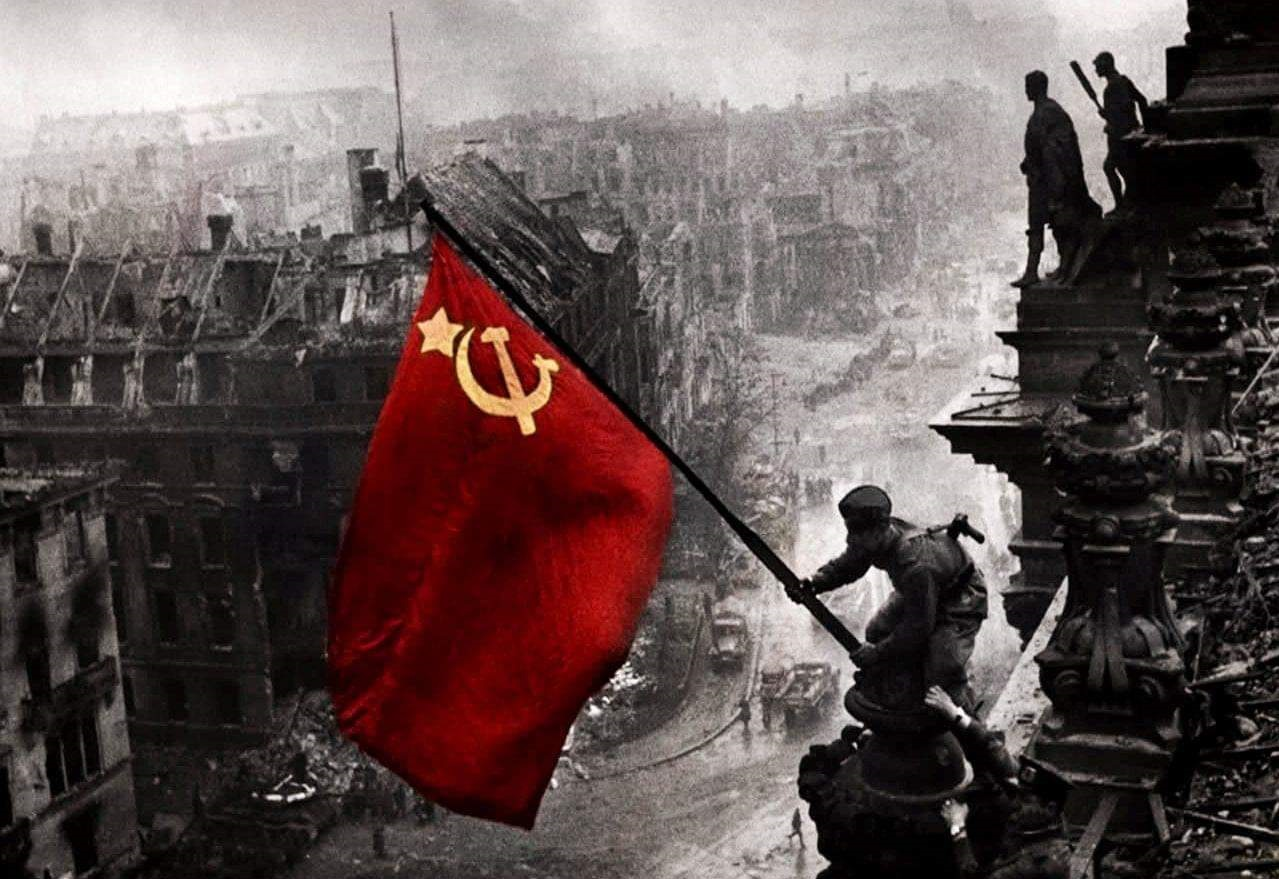
Reichstag, 1945
Háborús pusztítás
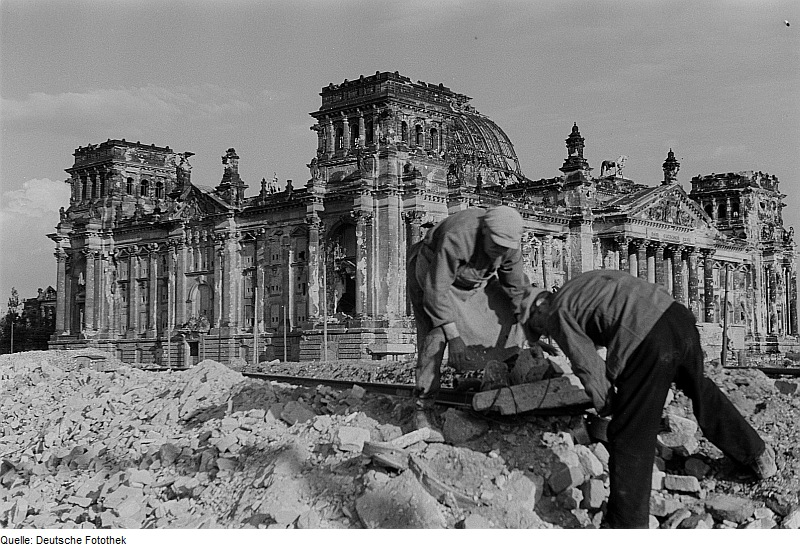
Romeltakarítás a háború után

## Fordítás
- Ez a szócikk részben vagy egészben  a   Reichstagsgebäude című német Wikipédia-szócikk fordításán alapul.  Az eredeti cikk szerkesztőit annak laptörténete sorolja fel. Ez a jelzés csupán a megfogalmazás eredetét és a szerzői jogokat jelzi, nem szolgál a cikkben szereplő információk forrásmegjelöléseként.

## További információ
- A Bundestag honlapja
- A Reichstagról az Irány Berlinen